# Todirostre peint
Todirostrum pictum
Espèce
Statut de conservation UICN

 LC  : Préoccupation mineure
Le Todirostre peint (Todirostrum pictum), aussi appelé Todirostre à collier, est une espèce de passereaux de la famille des Tyrannidae,,.

## Distribution
Cet oiseau vit du sud du Venezuela aux Guyanes et au nord du Brésil (à l'est du Rio Negro),,.

## Systématique
Cette espèce est monotypique selon la classification de référence du Congrès ornithologique international (version 9.1, 2019).